# Ovelha Negra (canção)
"Ovelha Negra" é uma canção presente no álbum Fruto Proibido, de Rita Lee e Tutti Frutti, lançado em 1975. Ela figura na 32ª posição da lista das 100 maiores músicas brasileiras pela Rolling Stone Brasil.
É interpretada por Fabian Chacur, colunista da revista Rolling Stone Brasil, como sendo um desabafo da compositora sobre sua demissão do grupo Os Mutantes. A canção é um dos maiores sucessos de Rita Lee e é elogiada pela interpretação da cantora.
Entre os mais roqueiros, essa música é conhecida por conta de seu solo de guitarra, composto e interpretado por Luis Carlini. De altíssima técnica (apesar de aparentemente simples) e com muito feeling, volta e meia esse solo aparece em listas de "melhores solos de guitarra do Brasil".

## Trilha-sonora
“Ovelha Negra” foi tema de Malu (Vivianne Pasmanter) em “Mulheres de Areia” (1993). Na trama, a música ganhou uma nova roupagem com a banda Os Fantasmas.